# Arsläjan
Arsläjan este o arie protejată (arie specială de conservare — SAC, sit de importanță comunitară — SCI) din Suedia întinsă pe o suprafață de 26,8 ha, integral pe uscat.

## Localizare
Centrul sitului Arsläjan este situat la coordonatele 59°53′45″N 19°02′35″E / 59.8958°N 19.0431°E.

## Înființare
Situl Arsläjan a fost declarat sit de importanță comunitară în iunie 2001 pentru a proteja un număr necunoscut de specii din flora spontană și fauna sălbatică aflate în arealul zonei. Situl a fost protejat și ca arie specială de conservare în martie 2011.

## Biodiversitate
Situată în ecoregiunile boreală și marină baltică, aria protejată conține 5 habitate naturale: Insulițe și insule mici din Baltica boreală, Litoraluri nisipoase din Baltica boreală cu vegetație perenă, Păduri caducifoliate de mlaștină fino-scandinave, Mlaștini împădurite, Taiga vestică.
La baza desemnării sitului se află un număr nedeclarat de specii protejate.